# Колтон (Південна Дакота)
Колтон (англ. Colton) — місто (англ. city) в США, в окрузі Міннігага штату Південна Дакота. Населення — 738 осіб (2020).

## Географія
Колтон розташований за координатами 43°47′15″ пн. ш. 96°55′43″ зх. д. / 43.78750° пн. ш. 96.92861° зх. д. (43.787501, -96.928552).  За даними Бюро перепису населення США в 2010 році місто мало площу 1,82 км², з яких 1,82 км² — суходіл та 0,00 км² — водойми.

## Демографія
Згідно з переписом 2010 року, у місті мешкало 687 осіб у 302 домогосподарствах у складі 184 родин. Густота населення становила 378 осіб/км².  Було 320 помешкань (176/км²).
Расовий склад населення:
| - 98,4 % — білих - 0,7 % — корінних американців - 0,1 % — чорних або афроамериканців |

До двох чи більше рас належало 0,7 %. Частка іспаномовних становила 0,7 % від усіх жителів.
За віковим діапазоном населення розподілялося таким чином: 26,2 % — особи молодші 18 років, 57,9 % — особи у віці 18—64 років, 15,9 % — особи у віці 65 років та старші. Медіана віку мешканця становила 36,1 року. На 100 осіб жіночої статі у місті припадало 94,6 чоловіків;  на 100 жінок у віці від 18 років та старших — 93,5 чоловіків також старших 18 років.
Середній дохід на одне домашнє господарство  становив 55 874 долари США (медіана — 54 250), а середній дохід на одну сім'ю — 65 433 долари (медіана — 63 958). Медіана доходів становила 38 542 долари для чоловіків та 36 250 доларів для жінок. За межею бідності перебувало 13,9 % осіб, у тому числі 21,9 % дітей у віці до 18 років та 14,4 % осіб у віці 65 років та старших.
Цивільне працевлаштоване населення становило 425 осіб. Основні галузі зайнятості: освіта, охорона здоров'я та соціальна допомога — 17,2 %, виробництво — 16,2 %, роздрібна торгівля — 13,6 %.